# Arestore
Nella mitologia greca Arestore o secondo alcuni Arestoride, era il padre di Argo Panoptes (Argo dai cento occhi).

## Il mito
Arestore a seconda delle varie tradizioni risulta essere padre o fratello di Argo, non il fondatore della città ma del guardiano di Io, che secondo una tradizione minore fu il figlio a chiamarsi per tale discendenza con l'epiteto di Arestoride.

### Discendenza
Secondo Igino, da Niobe e Zeus nacque Argo il fondatore della città, da lui ed Evadne nacquero Arestore e Argo.

### Fonti
- Igino, Fabulae 145

### Moderna
- Angela Cerinotti, Miti greci e di roma antica, Prato, Giunti, 2005, ISBN 88-09-04194-1.
- Anna Ferrari, Dizionario di mitologia, Litopres, UTET, 2006, ISBN 88-02-07481-X.
- Anna Maria Carassiti, Dizionario di mitologia classica, Roma, Newton, 2005, ISBN 88-8289-539-4.